# Lijst van badplaatsen in Australië
Hieronder staat een alfabetisch gerangschikte lijst met badplaatsen en stranden in Australië.

## A
- Adelaide

## B
- Brighton (Adelaide)
- Broome
- Byron Bay

## C
- Cairns
- Cape Tribulation
- Coolangatta

## G
- Glenelg (Zuid-Australië)
- Gold Coast

## L
- Lorne

## M
- Melbourne

## N
- Noosa Heads

## P
- Palm Cove
- Perth
- Port Douglas (Queensland)

## S
- Saint Kilda (Adelaide)
- Scarborough Beach
- Surfers Paradise
- Sydney

## T
- Townsville

Australië ·
België ·
Brazilië ·
Egypte ·
Frankrijk ·
Israël ·
Mexico ·
Nederland ·
Portugal ·
Spanje ·
Turkije .
Verenigde Staten